# The Starling Girl
The Starling Girl ist ein US-amerikanischer Spielfilm von Laurel Akira Parmet aus dem Jahr 2023.
Die Uraufführung des Dramas erfolgte im Januar 2023 beim 39. Sundance Film Festival, wo das Werk in den US-amerikanischen Spielfilmwettbewerb eingeladen wurde.

## Handlung
Die 17-jährige Jem Starling kämpft um ihren Platz in der christlich-fundamentalistischen Gemeinschaft, in der sie lebt. Alles beginnt sich schlagartig zu verändern, als der beliebte Jugendpastor Owen in ihre Kirche zurückkehrt.

## Hintergrund
Es handelt sich um das Spielfilmdebüt der preisgekrönten US-amerikanischen Kurzfilmregisseurin Laurel Akira Parmet. Für die Titelrolle verpflichtete sie die australische Schauspielerin Eliza Scanlen.

## Veröffentlichung und Rezeption
Nach seiner Premiere am 21. Januar 2023 beim Sundance Film Festival fand The Starling Girl großen Anklang bei der englischsprachigen Filmkritik. Auf der Website Rotten Tomatoes erhielt das Werk unter Kritikern bislang durchweg Zuspruch. Auf der Website Metacritic hält The Starling Girl eine Bewertung von 80 Prozent, basierend auf 10 ausgewerteten englischsprachigen Kritiken. Dies entspricht allgemein positive Bewertungen („generally favorable reviews“).

## Auszeichnungen
The Starling Girl erhielt beim Sundance Film Festival 2023 eine Einladung in den Wettbewerb um den Großen Preis der Jury für den besten amerikanischen Spielfilm, blieb aber von der Jury unprämiert. Dennoch gewann Produzentin Kara Durrett dort einen Spezialpreis (Amazon Studios Producers Award for Fiction).
Der Branchendienst Variety nahm Spielfilmdebütantin Parmet noch vor der eigentlichen Filmpremiere in seine Liste der „10 Directors to Watch“ für das Jahr 2023 auf.